# Dicranota (Plectromyia) engelmannia
Dicranota (Plectromyia) engelmannia is een tweevleugelige uit de familie Pediciidae. De soort komt voor in het Nearctisch gebied.